# اریک کدوس
اریک کدوس (استونیایی: Erik Keedus؛ زادهٔ ۲۷ آوریل ۱۹۹۰) بازیکن بسکتبال اهل استونی است.
از باشگاه‌هایی که در آن بازی کرده‌است می‌توان به باشگاه بسکتبال تال‌تک اشاره کرد.